# Ліщук Сергій Володимирович
Сергій Ліщук (нар. 31 березня 1982, Рівне, Українська РСР, СРСР) — колишній український баскетболіст. Президент БК «Рівне».

## Кар'єра

### Пульсар
Сергій Ліщук із 1992 року займався у секції баскетболу Рівненської обласної спортивної дитячо-юнацької школи олімпійського резерву (ОСДЮШОР). У 1999 році головний тренер рівненського «Пульсару» Сергій Шемосюк запросив молодого таланта до лав головної баскетбольної команди Рівненщини, де той швидко завоював місце в основі «Пульсара», зарекомендувавши себе, як одного з найперспективніших молодих «високих» в Україні. У сезоні 1999/00 «Пульсар» здобуває золоті нагороди Вищої ліги і підвищується в класі. За три роки, проведених роки в Суперлізі молодий баскетболіст привернув своєю грою увагу більш грошовитого южненського «Хіміка»

### Хімік
У 2003 році гравець отримав запрошення від южненського «Хіміка» — учасника єврокубків і одного із майбутніх лідерів Суперліги. В новому клубі молодий центровий-важкий форвард не загубився і відразу вийшов на лідируючі позиції за статистичними показниками по набраних очках та підбираннях. У своїй першій же грі за «Хімік» проти БК «Сумихімпром» рівнянин відразу зробив дабл-дабл (15 очок +10 підбирань), а наступного дня став кращим в команді за набраними пунктами — 19 балів. У підсумку в регулярному сезоні южненці посіли четверте місце, а в серії плей-оф в іграх до двох перемог спочатку вибили з турніру з рахунком 2:1 МБК «Миколаїв», а потім вже у серії до трьох перемог поступилися майбутньому переможцю Суперліги маріупольському «Азовмашу». У чотирьох іграх із тодішнім грандом українського баскетболу Сергій Ліщук набирав у середньому більше 20 очок та роблячи 9,5 підбирань за гру, чим вже тоді привернув увагу «азовців» до своєї персони. Утім наступний сезон провів ще в складі «Хіміка», з яким вперше в кар'єрі здобув бронзові нагороди чемпіонату, а сам гравець став третім в Суперлізі за коефіцієнтом корисності. Окрім того, влітку 2004 року важкий форвард був задрафтований командою НБА «Мемфіс Ґріззліс» (49 номер драфту), щоправда, запрошення до неї так і не отримав.

### Азовмаш
У 2005 році Сергій Ліщук із скандалом покинув лави «Хіміка», прийнявши пропозицію віцечемпіона України маріупольського «Азовмашу». Багато в чому саме завдяки старанням Ліщука «Азовмаш» того ж сезону виборов «золото» Суперліги. Наступного сезону маріупольська команда виблиснула і в Єврокубку ФІБА, дійшовши до фіналу турніру, де поступилися іспанській «Жироні» з рахунком 72:79). За результатами Єврокубка Ліщук став другим за підбираннями (8,2 підбирань за гру), та першим за блокшотами (2,1 в середньому за матч). Наступні сезони далися Ліщукові набагато важче — майже два роки форварда переслідували травми. Утім, за цей період центровий збірної України став чотириразовим чемпіоном та триразовим володарем Кубка України. 21 лютого 2008-го «Ґріззліс» обміняли права на Ліщука у «Х'юстон Рокетс».

### Валенсія
Влітку 2009 року, після завершення терміну дії контракту з «Азовмашем» переїхав до найсильнішої ліги Європи — іспанської АСВ-ліги, де упродовж семи років захищав кольори «Валенсії», ставши живою легендою команди. У складі іспанського клубу в сезоні 2009/10 виграв другий за престижністю європейський трофей — Єврокубок УЛЄБ, знову ставши найкращим «блокером» турніру (1,5 блокшоти за матч). У 2014 році цей трофей підкорився «Валенсії» вдруге, а в складі валенсійців Сергій Ліщук брав участь в Євролізі, правда не так успішно, як в Єврокубку УЛЄБ. У сезоні 2014/2015 вийшов на друге місце у списку легіонерів за кількістю проведених матчів у «Валенсії».

### Мурсія
Після шести років кар'єри у «Валенсії» важкий форвард залишив команду у 2015 році. Утім, досвідчений гравець залишався без клубу не довго. Новий сезон і в підсумку останній в професійній кар'єрі баскетболіст провів у команді легендарного Фотціса Кацикаріса — «Мурсії». У підсумку клуб українця посів сьоме місце в регулярній першості, але в 1/4 серії плей-оф «Мурсія» поступилася у трьох матчах майбутньому чемпіону АСВ-ліги — мадридському «Реалу». Статистика Сергія Ліщука в останньому сезоні була наступна — 30 матчів, 4,3 очка і 2,3 підбора за гру.

### Збірна України
Сергій Ліщук захищав кольори збірних України різного віку. Загалом провів за молодіжні команди U-18 — 5 матчів і U-20 — 12 ігор. За національну збірну України дебютував при Геннадію Защуку 31 серпня 2001 року в матчі проти Литви. За 10 років виступів баскетболіст провів за національну команду 50 ігор, що є четвертим результатом в історії, був її капітаном. У складі збірної України Ліщук — учасник Євробаскету-2005 (найкращий бомбардир в складі команди), Євробаскету-2011, та кваліфікаційних турнірів на ЧЄ 2007 і 2009.
В ігровій манері відрізнявся самовіддачею, силовою боротьбою, вмінням атакувати як з-під щита, так і з периметра.

## Досягнення
- Чемпіон України: 2006, 2007, 2008, 2009
- Володар  Єврокубку УЛЄБ: 2010, 2014
- Володар Кубка України: 2006, 2008, 2009
- Фіналіст Єврокубка ФІБА: 2007
- Учасник Матчу всіх зірок Єврокубка ФІБА: 2007